# Loreley-Aar-Radweg

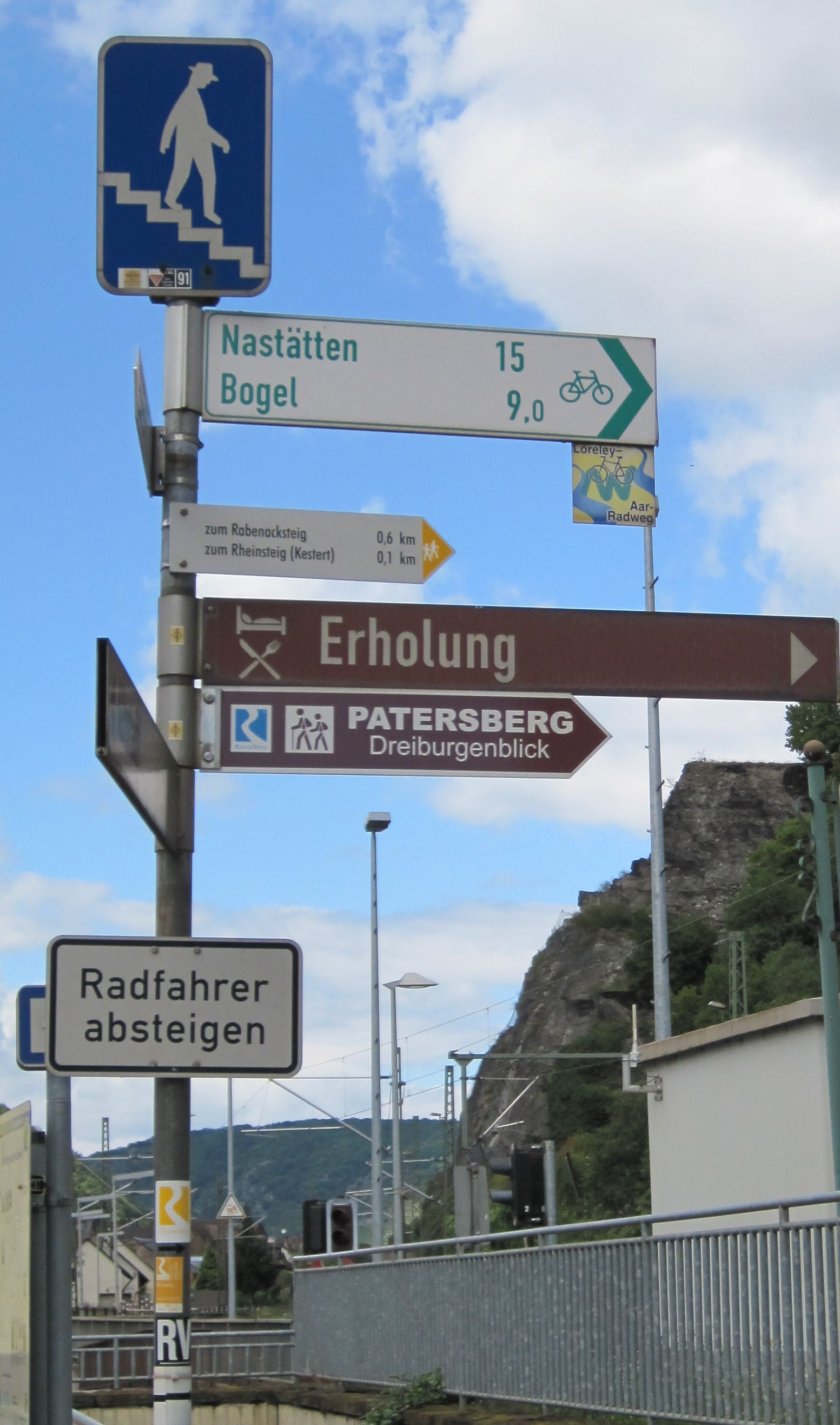
Startpunkt des Loreley-Aar-Radweges in St. Goarshausen

Der Loreley-Aar-Rad- und Wanderweg ist ein 41 km langer Rad- und Wanderweg im Rhein-Lahn-Kreis, der das Rheintal und Aartal verbindet und eine Höhendifferenz von 350 m aufweist. Der Weg verläuft größtenteils abseits von Straßen und ist aufgrund der großen Höhenunterschiede für geübte Radler geeignet. Es gibt ihn offiziell seit 2004.

## Beschreibung

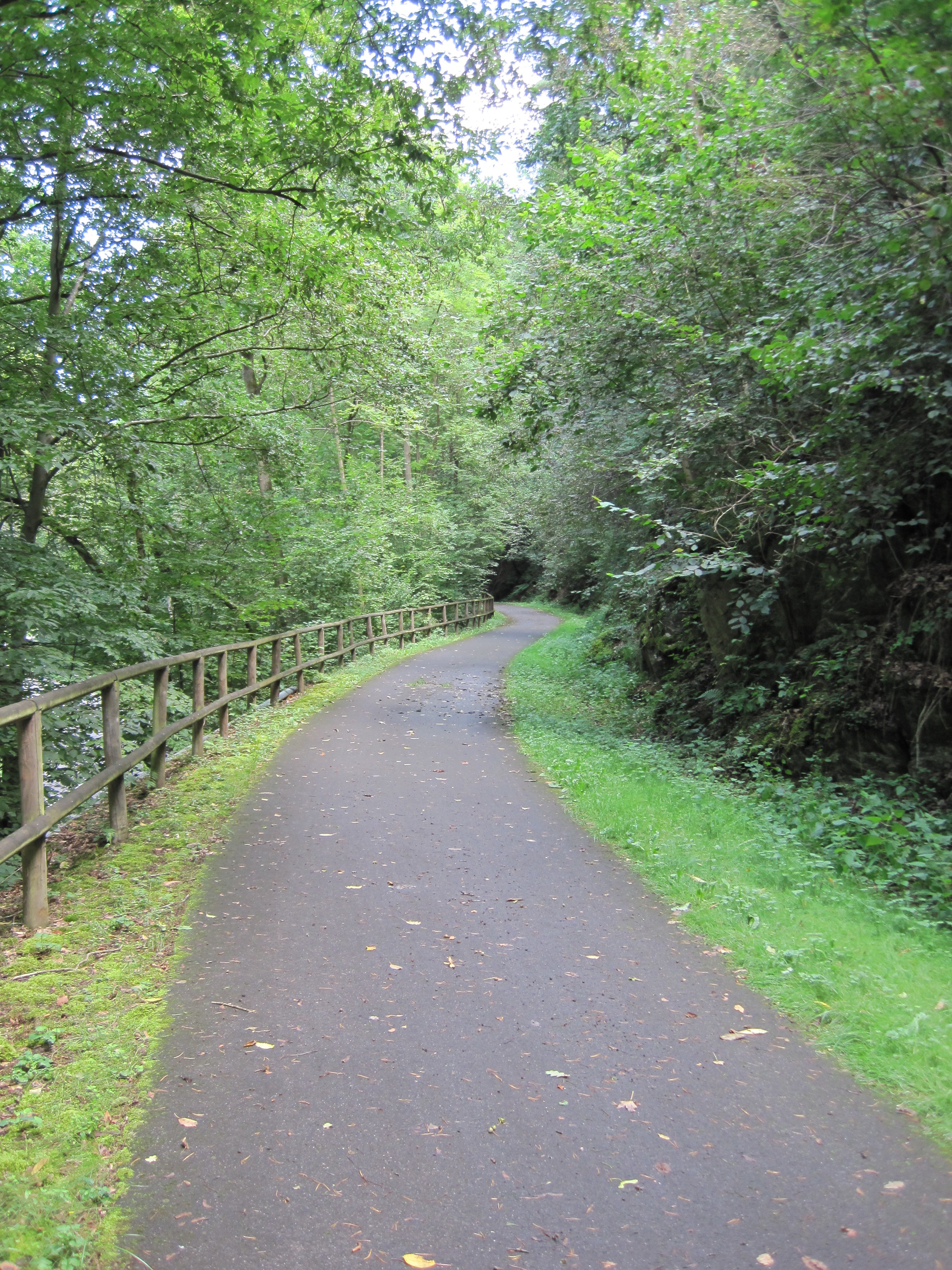
Ehemalige Bahntrasse bei St. Goarshausen

Startpunkt ist der Bahnhof in St. Goarshausen. Am Ortsausgang Richtung Nastätten folgt man kurz der B 274, von der der Radweg rechts auf die alte Trasse der Nassauischen Kleinbahn stößt. Bis Bogel folgt der Radweg der Trasse auf 8,5 km Länge. Von Bogel geht es bis Miehlen knapp 5,5 km bergab, bis Bettendorf 6 km wieder bergauf. Nach einer kurzen Abfahrt geht es steil bergauf nach Rettert. Von dort geht es bergab nach Katzenelnbogen. Nach kurzem Anstieg geht die Abfahrt bis Zollhaus/Hahnstätten.

## Sehenswürdigkeiten
- Burg Reichenberg
- Schinderhannes-Haus in Miehlen
- Regionalmuseum „Leben und Arbeiten“ in Nastätten
- Geologisches Freimuseum in Bettendorf
- Nicolaus-August-Otto-Museum in Holzhausen
- Walderlebnispfad Einrich
- Einricher Heimatmuseum in Katzenelnbogen
- Burg Hohlenfels (nur von außen zu besichtigen)
- Domäne Hohlenfels bei Mudershausen.

## Anschlüsse
In St. Goarshausen Anschluss an den Rhein-Radweg, den Rheinsteig und über St. Goar an den linksrheinischen Rheinburgenweg, in Hahnstätten Anschluss an den Aartalradweg.